# چار بالارام‌پور
چار بالارام‌پور (به لاتین: Char Balarampur) یک روستا در بنگلادش است که در استان باریسال و در ناحیه باریسال واقع شده است.